# CFA-Franc BCEAO

Afrikanische Staaten mit dem CFA-Franc als Währung.
CFA-Franc BCEAO der UEMOA
CFA-Franc BEAC der CEMAC

Der CFA-Franc BCEAO (Franc de la Communauté Financière d’Afrique), kurz auch CFA-Franc, ist die Währung der Westafrikanischen Wirtschafts- und Währungsunion (UEMOA) in der CFA-Franc-Zone. Sie setzt sich zusammen aus den Staaten:
1. Benin
2. Burkina Faso
3. Elfenbeinküste
4. Guinea-Bissau (seit 1997)
5. Mali (seit 1984)
6. Niger
7. Senegal
8. Togo

Er wird von der Westafrikanischen Zentralbank (BCEAO) mit Hauptsitz in Dakar (Senegal) emittiert und hat den ISO-4217-Code XOF. Voraussichtlich 2027 wird er vom ECO abgelöst.

## Wechselkursbindung
Der CFA-Franc BCEAO war zuletzt mit einem festen Wechselkurs von 100 CFA je FF gebunden und ist im Zuge der Euro-Einführung mit 655,957 CFA-Franc je Euro an den Euro sowie mit einem Wechselkurs von 1 an den CFA-Franc BEAC der Zentralafrikanischen Wirtschafts- und Währungsgemeinschaft gekoppelt.
Durch die feste Kopplung des CFA an den Euro sind die BCEAO-Staaten faktisch Mitglieder des Euroraumes, allerdings ohne jegliche Mitsprache, und ohne die Möglichkeit, die eigene Währung abzuwerten.

## Geschichte
| Zeitraum          | Zeitraum         | 1 CFA-Franc entspricht |
| Von               | Bis              | 1 CFA-Franc entspricht |
| ----------------- | ---------------- | ---------------------- |
| 26. Dezember 1945 | 17. Oktober 1948 | 1,70 FF (alt)          |
| 17. Oktober 1948  | 1958             | 2,00 FF (alt)          |
| 1958              | 12. Januar 1994  | 0,02 FF                |
| 12. Januar 1994   | 2002             | 0,01 FF                |
| 1999              | heute            | ca. 0,001524 EUR       |

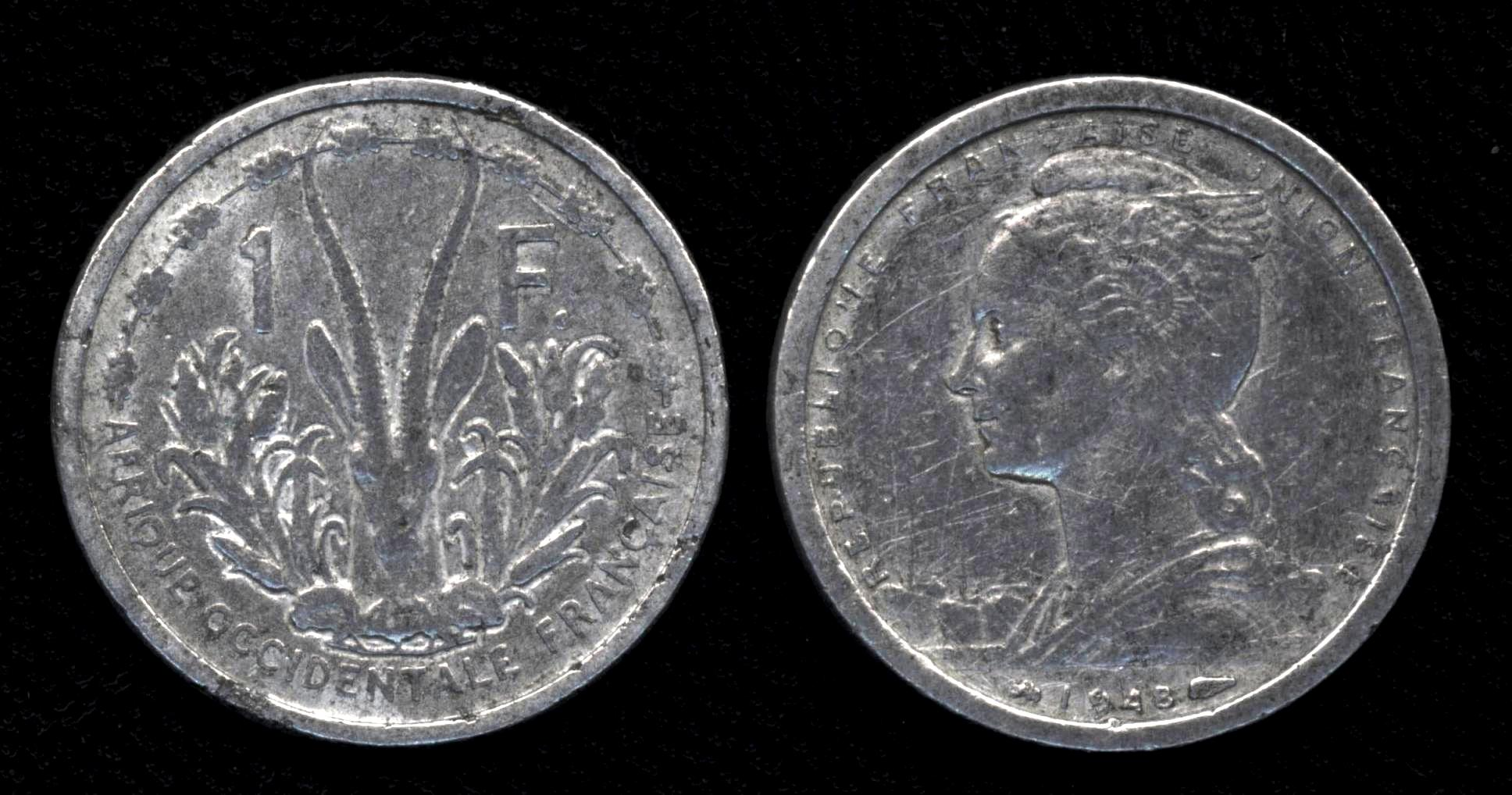
1-CFA-Franc-Münze von 1948 aus Aluminium

Der CFA-Franc wurde am 26. Dezember 1945 bei der Ratifizierung des Bretton-Woods-Abkommens in mehreren französischen Kolonien eingeführt und hatte ursprünglich eine Parität von 1 CFA-Franc zu 1,70 französischen Franc (FF). Mit der Abwertung des französischen Francs am 17. Oktober 1948 änderte sie sich auf 1 CFA-Franc = 2 FF.
Frankreich setzte sich intensiv für die Beibehaltung des Währungsimperiums auch nach dem Ende der Kolonialzeit ein, um weiterhin Einfluss nehmen zu können. Als Guinea – 1958 unabhängig geworden – sich 1960 vom CFA-Franc zugunsten eigener Währungssouveränität trennte, statuierte Frankreich an dem Staat ein Exempel, um weitere Staaten von dem gleichen Schritt abzuhalten. Um die guineische Wirtschaft zu destabilisieren, druckte der französische Geheimdienst Guinea-Franc-Noten und brachte sie in Umlauf.
Als Frankreich 1958 mit der Einführung des neuen Francs zwei Nullen kürzte, zog der CFA-Franc nicht mit, weshalb die neue Parität 1 CFA-Franc = 0,02 FF galt. Diese behielt bis 12. Januar 1994 Gültigkeit. Zu diesem Zeitpunkt war die Wettbewerbsfähigkeit der afrikanischen Staaten der CFA-Zone im Vergleich zu direkten Nachbarländern, die ihre Währungen mehrfach abgewertet hatten, derart beschädigt, dass die Parität nicht mehr aufrechterhalten werden konnte. Der CFA-Franc wurde um die Hälfte abgewertet, wodurch der CFA-Franc fortan nur noch 0,01 FF wert war.

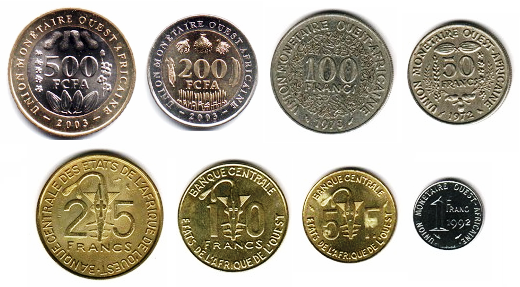
Aktueller Münzsatz von 2003

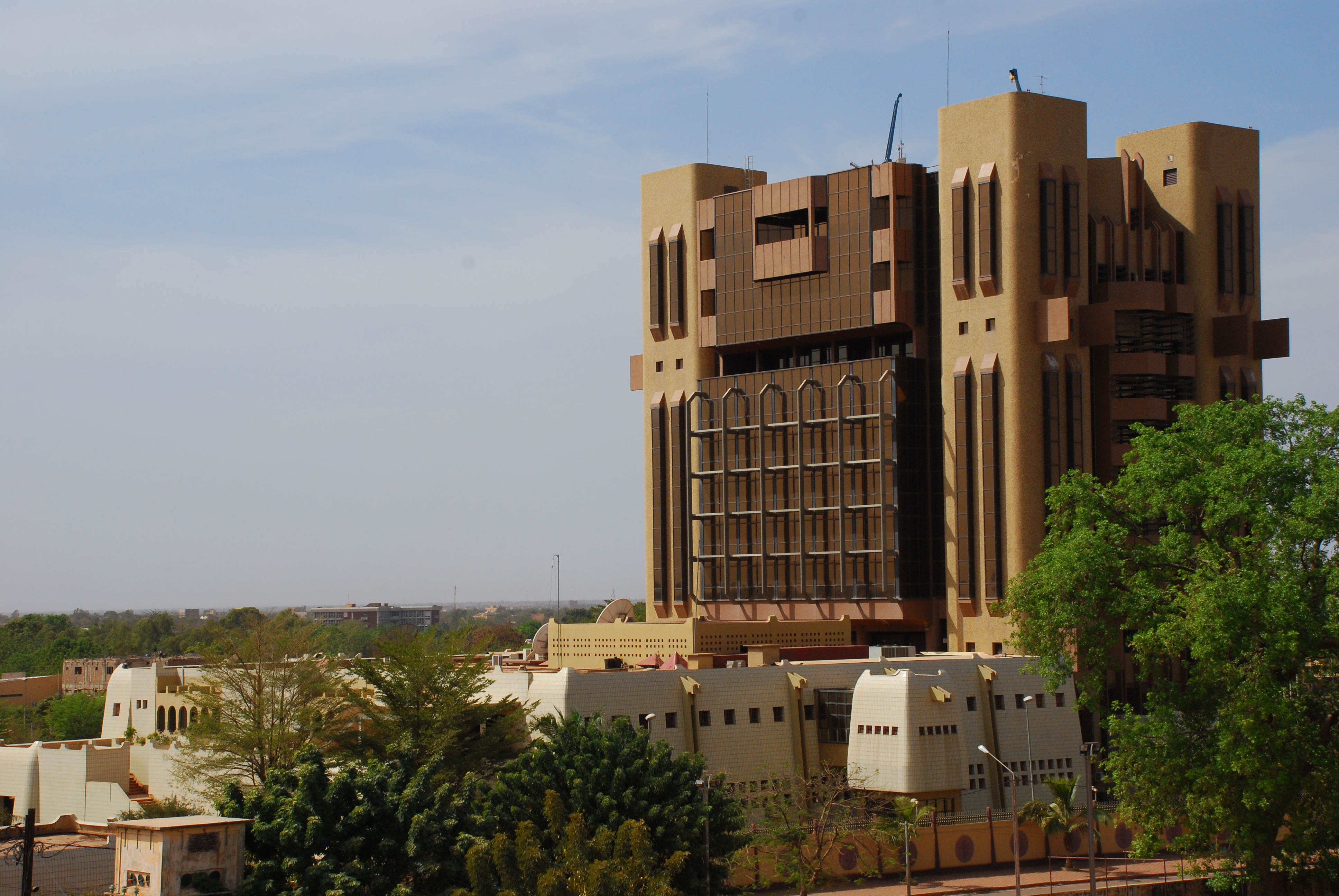
BCEAO-Gebäude in Ouagadougou, Burkina Faso

Seit der Einführung des Euro gilt entsprechend 1 € = 655,957 CFA-Franc.

## Bezeichnung CFA-Franc
Heute steht die Abkürzung CFA im Falle des CFA-Franc BCEAO für Franc de la Communauté Financière d’Afrique. Im Falle des benachbarten CFA-Franc BEAC bezeichnet sie Franc de la Coopération Financière en Afrique Centrale. Die beiden CFA-Franc-Währungen werden zusammen auch als CFA-Franc-Zone bezeichnet. Üblich ist auch die Bezeichnung „CFA-Franc“ für beide Währungen. Diese ist allerdings ungenau, da es sich um zwei unabhängige Währungsräume mit unterschiedlichem Geld und unterschiedlichen Zentralbanken handelt.
Historisch stand die Bezeichnung CFA-Franc von 1945 bis 1958 für Colonies Françaises d’Afrique, dann zwischen 1958 und der Entkolonialisierung für Communautés Françaises d’Afrique.